# Claus Walter
Claus Walter (født 6. maj 1918, død 14. april 1974) var en dansk skuespiller. Han blev mest kendt for radioudsendelserne "Hvornår var det nu det var?" lavet sammen med Arne Myggen Hansen. 
Claus Walter blev den 26. februar 1943 gift med skuespillerinden Grete Walter, som han også professionelt dannede par med inden for den danske underholdningsbranche. Han skrev ligeledes teksten til nytårssangen "Tak for alt i det gamle år" med hustruen som komponist.